# Quai aux bestiaux de Pantin
Le quai aux bestiaux de Pantin est une dépendance de la gare de Pantin (Seine-Saint-Denis, Île-de-France), utilisé en 1944 pour la déportation.

## Situation ferroviaire
Construit à la fin du XIXe siècle pour remplacer un ancien quai édifié le long de la rue du Débarcadère à proximité immédiate des Grands Moulins de Pantin, il est accessible par les actuelles rue Cartier-Bresson et rue Denis-Papin. Directement relié à la Grande Ceinture pour réceptionner en région parisienne, ovins et de bovins venant de province, le quai est long de 393 mètres et construit sur un surplomb de 5 mètres de haut. Il est desservi par trois voies allant vers l'est.  
Il dessert, à partir de 1867, le marché et les abattoirs de la Villette, dont il est proche.  

## Déportation durant la Seconde Guerre mondiale
Il a été utilisé comme point de départ pour des convois ferroviaires vers les camps de concentration de Ravensbrück et de Buchenwald en 1944. Les 18 avril et 13 mai 1944, le quai est réquisitionné pour le départ d'un millier de femmes internées au fort de Romainville et de la centrale de Fresnes en deux convois en direction de Ravensbrück. Le 11 août 1944, un nouveau convoi d'une centaine de femmes quitte Pantin. Enfin, le 15 août 1944, dix jours avant la Libération de Paris, un dernier convoi, le convoi numéro I.264, d'environ 2 200 hommes et femmes part vers Ravensbrück et Buchenwald,. Le lendemain, le convoi est bloqué à Nanteuil-sur-Marne. Le pont ferroviaire qui enjambe la Marne ayant été détruit par l'aviation britannique, les déportés parcourent, encadrés par des Waffen-SS, à pied plusieurs kilomètres pour rejoindre la gare de Nanteuil - Saâcy, de l'autre côté de la rivière, où un autre train les mène en une semaine dans les camps. Le convoi transportait également plusieurs centaines de déportés étrangers, dont 158 aviateurs alliés,. 
La scène du départ du train de déportés à Pantin du 15 août 1944 du film de René Clément Paris brûle-t-il ? est tournée sur les lieux-mêmes.

### Commémoration et lieu de mémoire
Une stèle en mémoire du convoi du 15 août 1944 est inaugurée sur le quai, en mai 2000. En mars 2016, la ville de Pantin annonce travailler avec la SNCF à la réalisation d'un lieu de mémoire,. 
Le site est situé sur l'emprise industrielle et ferroviaire de 19 hectares. Un futur écoquartier, prévu pour 2028, est en cours de construction à proximité de ce lieu de mémoire,.
Chaque année, la mairie de Pantin organise, début août, une cérémonie de commémoration,.